# Ломбрес
Ломбре́с (фр. Lombrès, окс. Lombrés) — коммуна во Франции, находится в регионе Юг — Пиренеи. Департамент — Верхние Пиренеи. Входит в состав кантона Сен-Лоран-де-Нест. Округ коммуны — Баньер-де-Бигор.
Код INSEE коммуны — 65277.

## География

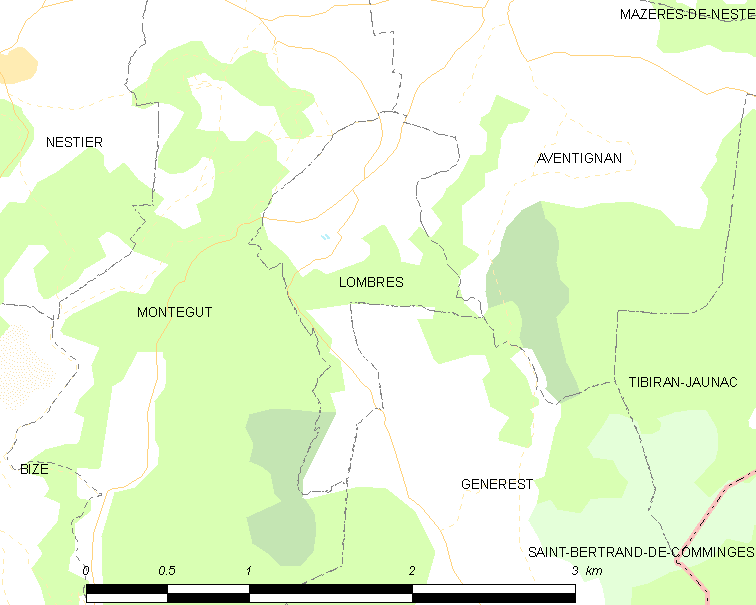
Карта коммуны

Коммуна расположена приблизительно в 660 км к югу от Парижа, в 100 км юго-западнее Тулузы, в 45 км к юго-востоку от Тарба.
По территории коммуны протекает река Нистос.

## Климат
Климат умеренно-океанический с солнечной тёплой погодой и обильными осадками на протяжении практически всего года.

## Население
Население коммуны на 2010 год составляло 80 человек.
| 1962 | 1968 | 1975 | 1982 | 1990 | 1999 | 2010 |
| ---- | ---- | ---- | ---- | ---- | ---- | ---- |
| 93   | 72   | 70   | 95   | 86   | 88   | 80   |

## Администрация
| Период | Период | Фамилия    | Партия | Примечания |
| ------ | ------ | ---------- | ------ | ---------- |
| 2001   | 2014   | Реми Сюир  |        |            |
| 2014   | 2020   | Жером Юшан |        |            |

## Экономика
В 2010 году среди 47 человек трудоспособного возраста (15-64 лет) 32 были экономически активными, 15 — неактивными (показатель активности — 68,1 %, в 1999 году было 71,2 %). Из 32 активных жителей работали 30 человек (17 мужчин и 13 женщин), безработных было 2 (1 мужчина и 1 женщина). Среди 15 неактивных 4 человека были учениками или студентами, 6 — пенсионерами, 5 были неактивными по другим причинам.